# Force 17
La Force 17 ou la Garde présidentielle, constitue aujourd'hui parmi les forces de sécurité palestiniennes, la garde personnelle du Président de l'État de Palestine.

## Description
Elle fut créée dans les années 1970 par Ali Hassan Salameh, lorsque l'OLP était installée au Liban et ses premiers membres servirent essentiellement de gardes du corps à Yasser Arafat, alors chef de l'OLP à Beyrouth puis à Tunis. Elle fut également utilisée parfois pour éliminer des adversaires politiques du Fatah.
Après les Accords d'Oslo, la Force 17 fut transformée en l'un des services de sécurité de l'Autorité palestinienne. Son rôle principal est depuis de protéger les responsables officiels de l'Autorité palestinienne dans leurs déplacements et leurs apparitions publiques. La Force 17 est généralement considérée comme le service de sécurité le plus loyal au président de l'AP, ainsi qu'au Fatah.
Ses effectifs se composent d'environ 3 300 hommes (2 000 dans la Bande de Gaza et 1 300 en Cisjordanie).
Ses commandants depuis la création de l'AP furent Faycal Abou Sharkh et Mahmoud Damra.
Durant les tensions interpalestiniennes qui suivirent la victoire électorale du Hamas en 2006, la Force 17 s'opposa militairement aux groupes armés du Hamas dans la Bande de Gaza, sur ordre du président Mahmoud Abbas.

## Source bibliographique
- Georges Malbrunot, Des pierres aux fusils : Les secrets de l'Intifada, Flammarion, 2002 (ISBN 978-2080683304).